# Wapen van Driel

Het wapen van Driel toont het wapen van de voormalige gemeente Driel. Het wapen werd volgens Koninklijk Besluit aan de gemeente verleend op 4 november 1907. Op 1 augustus 1944 werd de naam van de gemeente gewijzigd in Maasdriel waarmee de gemeente Driel formeel werd opgeheven. De omschrijving luidt:
"In goud een schildhoofd gedwarsbalkt van vier stukken van zilver en keel; het schild gedekt met eene helmkroon."

## Geschiedenis
Opmerkelijk is de term helmkroon in de beschrijving voor de afgebeelde gravenkroon. In 1944 werd het dorp Driel hernoemd tot Kerkdriel, de gemeente Driel werd Maasdriel. Op 1 januari 1958 werd aan de gemeente Maasdriel het dorp Alem — daarvoor toebehorende tot de voormalige gemeente Alem, Maren en Kessel — in het kader van een gemeentelijke herindeling toegevoegd. Op 1 januari 1999 volgde wederom een gemeentelijke herindeling met de toevoeging van voormalige gemeenten Ammerzoden, Hedel, Heerewaarden en Rossum. Met de herindeling van 1999 werd een nieuw gemeentewapen aangevraagd, het wapen van Maasdriel. Het wapen van de voormalige gemeente Driel werd als rechterhelft opgenomen, met op het goud de wassenaars van het wapen van Hedel.

## Afbeelding

Het wapen van Maasdriel

Aalst · 
Ammerzoden · 
Angerlo · 
Appeltern · 
Batenburg · 
Beesd · 
Beltrum · 
Bemmel · 
Bergharen · 
Bergh · 
Beusichem · 
Borculo · 
Brakel · 
Buurmalsen · 
Deil · 
Didam · 
Dinxperlo · 
Dodewaard ·
Doornspijk ·
Dreumel ·
Driel ·
Echteld ·
Eibergen ·
Elst ·
Est en Opijnen ·
Everdingen ·
Ewijk ·
Gameren ·
Geesteren · 
Geldermalsen · 
Gendringen · 
Gendt ·
Groenlo ·
Groesbeek ·  
Haaften ·
Hedel ·
's-Heerenberg ·
Heerewaarden ·
Hemmen ·
Hengelo ·
Herwen en Aerdt ·
Herwijnen ·
Heteren ·
Heukelum ·
Hoevelaken ·
Horssen ·
Huissen ·
Hummelo en Keppel ·
Hurwenen  ·
Kerkwijk ·
Keppel ·
Kesteren ·
Laren · 
Lichtenvoorde ·
Lienden ·
Lingewaal · 
Maurik ·
Millingen aan de Rijn ·
Nederhemert ·
Neede ·
Neerijnen ·
Netterden ·
Niftrik ·
Nijbroek ·
Ophemert ·
Overasselt ·
Pannerden ·
Poederoijen · 
Renkum ·
Rijnwaarden ·
Rossum ·
Ruurlo ·
Steenderen ·
Terborg ·
Twello ·
Ubbergen ·
Valburg ·
Varik ·
Vorden ·
Vuren ·
Waardenburg ·
Wadenoijen ·
Wamel ·
Wehl ·   
Warnsveld ·
Wisch ·
Zeddam ·
Zelhem ·
Zoelen ·
Zuilichem 

Dorps-, heerlijkheids- en stadswapens: 

Acquoy 
· Baak 
· Barlham 
· Bredevoort 
· Doreweerd 
· Elden
· Enspijk 
· Gellicum 
· Groessen 
· Hakfort 
· Hellouw 
· IJzendoorn 
· Kell  
· Lede en Oudewaard 
· Lichtenberg 
· Loil 
· Maasbommel 
· Meijnerswijk 
· Meteren 
· Middagten 
· Rhenoy 
. Rumpt
· Tricht 
· Verwolde 
· Wildenborch